# Cosmonauta (film)
Cosmonauta è un film del 2009 scritto, diretto e interpretato da Susanna Nicchiarelli, al suo esordio come regista.

## Trama
Nel 1957 una bambina di nove anni, Luciana, comunista come il fratello epilettico Arturo, cresce convinta che la rivoluzione, cominciata dall'Unione Sovietica, possa trionfare dovunque e che lei un giorno cambierà il mondo. Il film è giocato sul parallelismo tra l'utopia di una nuova società tanto cara a chi frequentava le sezioni del PCI e il sogno dello spazio visto con l'occhio della piccola protagonista e del fratello.

## Riconoscimenti
Il film è stato candidato ai premi Alabarda d'oro 2010 per la miglior sceneggiatura ed ha vinto il premio Controcampo italiano della 66ª edizione della Mostra internazionale d'arte cinematografica.
Ha vinto il Ciak d'oro 2010 per la miglior opera prima.